# Bella Sky Hotel
Koordinaten: 55° 38′ 22,3″ N, 12° 34′ 41,8″ O

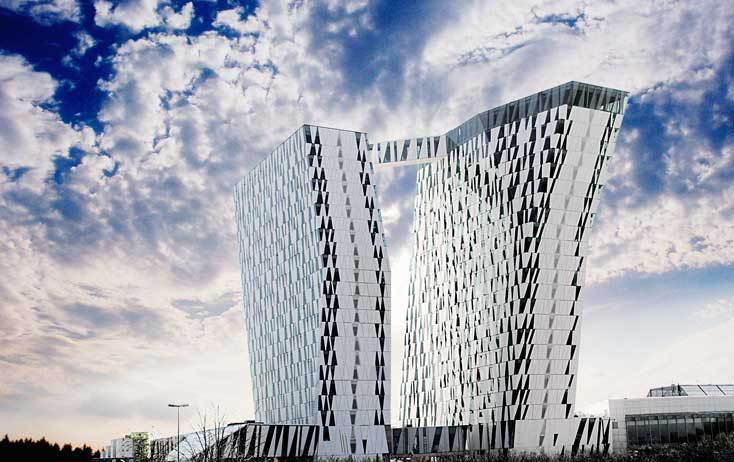
Tower 1 (links) und Tower 2 (rechts)

Das Bella Sky Hotel ist ein Vier-Sterne-Hotel in der dänischen Hauptstadt Kopenhagen. Es liegt im Komplex des Bella Center im Stadtteil Ørestad nahe der Metrolinie M1 Station Bella Center. Mit 792 Zimmern und 19 Suiten ist es das größte Hotel in Skandinavien. Seit 2014 gehört das Hotel zur Gruppe der AC Hotels von Marriott International.

## Bau
Das verantwortliche Architekturbüro 3XN plante zwei 76,5 Meter hohe Bauten mit jeweils 23 Stockwerken. Diese werden mit Tower 1 (nördlich) und Tower 2 (südlich) bezeichnet.  Zwischen beiden Gebäuden bestehen im 2. und im 23. Stockwerk geschlossene Verbindungsbrücken. Die Grundsteinlegung war am 17. September 2008. Die Baukosten betrugen 1,6 Milliarden DKK.

## Hotel
Das Bella Sky Hotel eröffnete am 16. Mai 2011. Zum Hotel gehören weiterhin drei Restaurants, zwei Bars, 48 Konferenzräume und ein Sport- und Wellnessbereich. Der 17. Stock ist ausschließlich für alleinreisende Frauen reserviert. Im 23. Stockwerk des Tower 2 befindet sich die Sky Bar.